# Solid Blues
Solid Blues è un  album-raccolta (live) di Mike Bloomfield (Mike Bloomfield, Harvey Mandel, Barry Goldberg & Friends), pubblicato dall'etichetta canadese Blues Legends Records nell'agosto del 1995. Il disco fu registrato al Shrine Auditorium di Los Angeles (California) nel 1969 e fu originariamente pubblicato solo su bootleg con il titolo ...and Friends (Record Man Records).

## Tracce
1. Sweet Home Chicago – 4:15
2. I Got to Love My Woman – 12:30
3. Long Hard Journey – 6:20
4. Woke Up This Morning – 4:15
5. Mess "A Da" Blues – 8:37

## Formazione
- Mike Bloomfield - voce, chitarra
- Barry Goldberg - organo
- Harvey Mandel - chitarra
- Roy Ruby - basso
- Eddie Hoh - batteria
- Bob Greenspan - voce